# Asoci d'Artanudji
Asoci d'Artanudji o Asoci II d'Artani (mort l'any 918), també nomenat Asoci kukh (Asoci l'Immadur), fou un noble de la branca d'Artani, de l'Alt Tao o Artanudji, de la família dels Bagrationi, regnant de 908 a 918.
Asoci Bagration era el fill segon de Gurguèn I d'Artani, també Gurguèn d'Ibèria. Va succeir al seu nebot David en com a duc de l'Alt Tao o Artanudji. La Crònica georgiana del segle xviii diu que va erigir Tbeth en seu d'un bisbat, abans de morir, el 918.
Sense fill, el va succeir el seu nebot Gurguèn II d'Artani, fill del seu germà Adarnases III d'Artanudji, que el va succeir.